# Rick Is 21
Rick Is 21 – szósty album muzyczny amerykańskiego piosenkarza Ricky’ego Nelsona wydany w maju 1961 roku przez Imperial Records.

## Utwory
| A1 | My One Desire                                 | 2:14 |
| A2 | That Warm Summer Night                        | 2:11 |
| A3 | Break My Chain                                | 1:53 |
| A4 | Do You Know What It Means To Miss New Orleans | 2:32 |
| A5 | I'll Make Believe                             | 2:18 |
| A6 | Travelin’ Man                                 | 2:12 |
| B1 | Oh Yeah, I’m In Love                          | 2:08 |
| B2 | Everybody But Me                              | 2:11 |
| B3 | Lucky Star                                    | 2:17 |
| B4 | Sure Fire Bet                                 | 2:07 |
| B5 | Stars Fell On Alabama                         | 2:34 |
| B6 | Hello Mary Lou                                | 2:17 |